# ريبيكا ويلسون
ريبيكا ويلسون (بالإنجليزية: Rebecca Wilson)‏ هي صحفية رياضية وصحفية وكاتبة العمود أسترالية، ولدت في 22 ديسمبر 1961 في بريزبان في أستراليا، وتوفيت في 7 أكتوبر 2016 في سيدني في أستراليا بسبب سرطان الثدي.